# Station Mangli
Mangli is een spoorwegstation in de Indonesische provincie Oost-Java.

## Bestemmingen
- Probowangi: naar Station Probolinggo, Station Jember en Station Banyuwangi
- Jalur KA: naar Station Bangil-Station Kalisat